# Дьёрдь II Ракоци

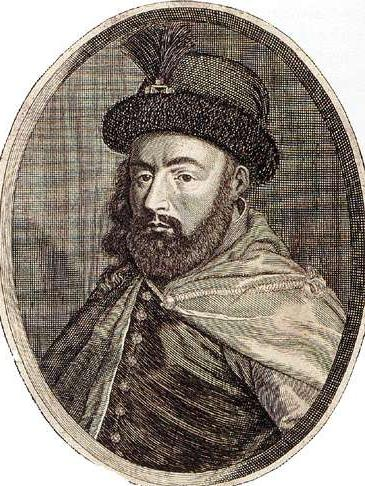
Дьёрдь II Ракоци (воображаемый портрет XIX века)

Дьёрдь (Гео́ргий, Ю́рий) II Ра́коци (венг. II. Rákóczi György; 30 января 1621, Шарошпатак — 7 июня 1660, Надьварад) — князь Трансильвании из венгерского кальвинистского рода Ракоци (1648—1657, 1659—1660).

## Биография
Был старшим сыном князя Дьёрдя I Ракоци и Жужанны Лорантффи. Уже 19 февраля 1642 года, во время правления отца, Дьёрдь II Ракоци был провозглашён соправителем Трансильвании. В 1643 году состоялась его свадьба с Софией, последней из рода Батори; под давлением будущей свекрови невеста перешла из католичества в кальвинизм.
В октябре 1648 года, после смерти отца, Дьёрдь II Ракоци стал единоличным правителем Трансильвании. Вначале князь добился официального признания от Османской империи в обмен на увеличение дани.
Дьёрдь II Ракоци протежировал великому моравскому педагогу
Яну Амосу Коменскому. В 1651 году князь предложил Коменскому осуществить школьную реформу в его землях. Преподавание по новой системе началось в городе Шарошпатак.
Укрепляя трансильванскую государственность, Дьёрдь II стремился подчинить своей верховной власти соседние Валахию и Молдавию. В 1651 году он заключил договор о союзе с господарём Валахии Матвеем Басарабом, обещая оказывать последнему военную помощь в случае турецкого вторжения. Дьёрдь Ракоци и Матвей Басараб объединили свои силы против молдавского господаря Василия Лупула. Василий Лупул добивался от Порты трансильванского престола для своего брата, а в Валахии хотел посадить на княжение своего сына. В 1653 году союзники организовали большой военный поход против Молдавии. Во главе трансильванского войска выступил Янош Кемени. Трансильванцы и валахи оккупировали Молдавию, изгнали из столицы Василия Лупула и посадили на господарском троне Георгия Штефана. Василий Лупул обратился за помощью к своему тестю и союзнику, украинскому гетману Богдану Хмельницкому, который отправил ему на помощь своего старшего сына Тимофея (Тимоша) с казацким войском. В мае 1653 года Василий Лупул с казацким войском вернулся в Молдавию и вернул себе господарский престол, вслед за этим с казацко-молдавским войском вторгся в Валахию. Дьёрдь Ракоци выслал большой отряд на помощь своему союзнику, валашскому господарю Матвею Басарабу, который одержал победу над Василием Лупулом и Тимофеем Хмельницким в битве под Финтой. В июле 1653 года при помощи трансильванцев и валахов Георгий Штефан вторично занял господарский престол Молдавии.
Трансильванский князь Дьёрдь II Ракоци (1648—1657) стремился осуществить планы своего отца Дьёрдя I по обретению польской короны. Для этого он заключил союз с гетманом запорожских казаков Богданом Хмельницким, а также с князьями Молдавии и Валахии Георгием Штефаном и Матвеем Басарабом. Однако лишь в январе 1657 года, во время датско-шведской войны Ракоци в союзе со шведским королём Карлом X Густавом, вторгшимся в пределы Речи Посполитой, во главе 25-тысячного войска, состоящего из венгров, немцев, валахов и молдаван, открыто выступил против польского короля Яна II Казимира Вазы.
Богдан Хмельницкий выслал на помощь Дьёрдю Ракоци 10-тысячное казацкое войско под предводительством Антона Ждановича. В феврале трансильванский князь вступил в Галицию, где взял Перемышль и осадил Львов, но не смог его взять. Оттуда трансильванско-казацкая армия двинулась на Малую Польшу, опустошая и разоряя польские земли. 29 марта 1657 года Дьёрдь Ракоци вступил в Краков, где соединился со шведским гарнизоном генерала Пауля Вирца. Князь оставил в городе большой гарнизон под командованием Яноша Бетлена. Шведский генерал Пауль Вирц со своим отрядом присоединился к трансильванцам. Из Кракова Дьёрдь Ракоци с армией выступил на соединение со шведским королём Карлом Х Густавом, с которым соединился 12 апреля для совместной борьбы против польского короля Яна Казимира Вазы.
Шведы, трансильванцы и украинские казаки, беспощадно опустошая Малую Польшу, выступили на крепость Замостье, но не решились на осаду и двинулись на Люблин. Карл Х и Дьёрдь Ракоци заняли город и оставили в нём свои гарнизоны. Оттуда они отправились на Брест-Литовский, где находились польско-литовские полки. При приближении шведско-трансильванской армии литовцы отошли в Подляшье, а поляки отступили на Сандомир. 7 мая 1657 года Карл Х Густав и Дьёрдь Ракоци заняли Брест, где последний оставил свой гарнизон. Из Бреста союзники выступили на Мазовию и осадили Варшаву. 9 июня 1657 года польская столица капитулировала. Варшава была разграблена и сожжена, а население частично перебито. В июне того же года Трансильвания была разорена польскими отрядами под командованием великого коронного маршала Ежи Себастьяна Любомирского, который отомстил, таким образом, Дьёрдю Ракоци за его вторжение в Польшу. Опустошив обширные польские владения, он тем не менее не смог добиться своих политических целей. Напротив, жестокость его войска вызвала в Польше сопротивление и ненависть к его имени.
12 июня Карл Х Густав вместе со шведской армией под Варшавой отделился от князя и двинулся на север. Дьердь Ракоци и Антон Жданович, оставшись без шведского короля, решили поспешно отходить из Варшавы на Волынь и Подолию. Король Швеции Карл Х Густав оставил в помощь Дьёрдю Ракоци корпус фельдмаршала Густава Отто Стенбока. Но уже 22 июня Густав Стенбок по королевскому указу покинул трансильванского князя.
Тогда Дьёрдь Ракоци принял решение об отступлении из Польши на родину. Под командованием князя осталось 16 тысяч трансильванцев и 6 тысяч казаков. Король Ян Казимир Ваза отправил в погоню за князем польско-литовские войска под командованием Стефана Чарнецкого, Станислава «Реверы» Потоцкого, Станислава Лянцкоронского, Ежи Себастьяна Любомирского и Павла Яна Сапеги. Под Меджибожем казацкий корпус, под предводительством киевского полковника Антона Ждановича, взбунтовался и вернулся на Украину. 11 июля 1657 года польско-литовские войска настигли и разбили трансильванское войско в битве под Магеровым, которое позднее было вынуждено капитулировать под Чёрным Камнем. Трансильванский князь добрался до Меджибожа, где 22 июля, осаждённый польско-литовской армией, капитулировал и подписал мирный договор с Речью Посполитой. Дьёрдь Ракоци отказался от претензий на польский престол и обязывался заплатить огромную контрибуцию польскому правительству.
Уходя в Трансильванию, под Скалатом Дьёрдь Ракоци со своим войском был полностью окружён татарской ордой под командованием крымского хана Мухаммед-Гирея. 31 июля 1657 трансильванский князь попытался вырваться из окружения, но был наголову разбит превосходящими силами крымского хана. Сам Дьёрдь Ракоци прорвался и вернулся в Трансильванию с небольшим отрядом охраны в 400 человек. После бегства князя его главный военачальник Янош Кемени взял на себя командование войском. В постоянных боях с крымцами трансильванцы добрались до Вишневчика, где оборонялись в своем обозе. В конце лета 1657 года татары разбили трансильванцев, взяв штурмом обоз противника. Во время штурма погибло пятьсот человек, а одиннадцать тысяч во главе с Яношем Кемени татары захватили в плен.
В ноябре 1657 года семиградская аристократия под давлением Порты сместила с престола Дьёрдя II Ракоци за поход против Польши, формально сославшись на отсутствие разрешения на него со стороны османского сюзерена. Преемником Ракоци стал Ференц (Франциск) Редеи (1657—1658), который однако не смог долго удержаться у власти. С 1658 по 1660 год Дьёрдь Ракоци вновь пытался завоевать власть, однако ему пришлось бороться с новыми кандидатами, которых поддерживали турки. Дело дошло до гражданской войны, в ходе которой Дьёрдь II Ракоци, благодаря умелым тактическим манёврам, одержал победу и в январе 1658 года вернул себе княжеский престол Трансильвании. Этим он окончательно испортил отношения с Османской империей. Султан стал угрожать стране вторжением и превращением её в турецкую провинцию.
23 августа 1658 на общем собрании сословий новым князем был избран Акош Барчаи. Порта увеличила дань с Трансильвании до 40 тысяч червонцев и захватила четыре приграничных крепости. Акош Барчаи пытался заключить военно-политические союзы с Валахией и Молдавией. Дьердь Ракоци, пользовавшийся поддержкой Габсбургов, в августе 1659 года силой вернул себе княжеский престол и заключил антитурецкий союз с валашским господарём Михнёй III. Также Дьердь Ракоци попытался посадить на молдавский трон своего союзника Константина Щербана. В ответ турецкое правительство объявило князем Акоша Барчаи и организовало очередной карательный поход на Трансильванию.
В мае 1660 года Дьёрдь II Ракоци потерпел поражение от турецкой армии в сражении при Гилэу. На стороне турок находились крымские татары, отряды господарей Молдавии и Валахии. Получив ранение в битве, Дьёрдь II в июне 1660 года скончался в Ораде. Наследником Ракоци на трансильванском троне стал его ближайший соратник Янош Кемени.